# Emma Leavitt-Morgan
Emma Leavitt-Morgan est une joueuse de tennis américaine de la fin  du XIXe siècle.
Avec Mabel Cahill, elle a notamment remporté en 1891, la troisième édition du double dames du championnat national américain, l'actuel US Open.

## Palmarès (partiel)

### Titre en double dames
| No | Date       | Nom et lieu du tournoi                 | Catégorie | Surface      | Partenaire   | Finalistes                      | Score         |          |
| -- | ---------- | -------------------------------------- | --------- | ------------ | ------------ | ------------------------------- | ------------- | -------- |
| 1  | 23/06/1891 | US National Championships Philadelphie | G. Chelem | Gazon (ext.) | Mabel Cahill | Ellen Roosevelt Grace Roosevelt | 2-6, 8-6, 6-4 | Parcours |

## Parcours en Grand Chelem (partiel)
Si l’expression « Grand Chelem » désigne classiquement les quatre tournois les plus importants de l’histoire du tennis, elle n'est utilisée pour la première fois qu'en 1933, et n'acquiert la plénitude de son sens que peu à peu à partir des années 1950.

### En simple dames
| Année | - | - | - | - | Wimbledon | Wimbledon | US National   | US National |
| 1891  | - | - | - | - | -         | -         | 1/4 de finale | A. Clarkson |

À droite du résultat, l’ultime adversaire.

### En double dames
| Année | - | - | - | - | Wimbledon | Wimbledon | US National           | US National               |
| 1891  | - | - | - | - | -         | -         | Victoire Mabel Cahill | E. Roosevelt G. Roosevelt |

Sous le résultat, la partenaire ; à droite, l’ultime équipe adverse.